# Susłowiec szponiasty
Susłowiec szponiasty (Spermophilopsis leptodactylus) – gatunek gryzonia z rodziny wiewiórkowatych, występujący w południowo-wschodniej części Kazachstanu, w Turkmenistanie, Uzbekistanie, we wschodnim Tadżykistanie, w północno-wschodnim Iraku i w północno-zachodnim Afganistanie. Jedyny przedstawiciel rodzaju susłowiec (Spermophilopsis).